# Ubisoft Milan
Ubisoft Milan (anciennement Ubisoft Italy) est un studio italien de développement de jeux vidéo fondé en 1998 et situé à Milan.

## Historique

### Fondation et développement
Ubisoft Milan a été fondé en 1998.
En juillet 2024, Davide Soliani, le directeur créatif de la saga Mario + Lapins Crétins, quitte le studio, après 25 ans passés au sein de la société Ubisoft. Il dévoile sa nouvelle entreprise en octobre 2024, un studio indépendant appelé Day 4 Night, soutenu financièrement par l'éditeur sud-coréen Krafton.

### Grève de 2024
Le 18 octobre 2024, les employés d'Ubisoft Milan se joignent au mouvement de grève général qui touche Ubisoft dans le cadre de la remise en cause des possibilités de télétravail.

## Jeux développés
| Titres                                       | Année | Plates-formes                                                                                  |
| -------------------------------------------- | ----- | ---------------------------------------------------------------------------------------------- |
| Donald Duck Couak Attack                     | 2000  | Game Boy Color, Windows, PlayStation, Nintendo 64, Dreamcast, PlayStation 2, Nintendo GameCube |
| Rayman                                       | 2000  | Game Boy Color                                                                                 |
| The Jungle Book: Mowgli's Wild Adventure     | 2000  | Game Boy Color                                                                                 |
| F1 Racing Championship                       | 2001  | Game Boy Color                                                                                 |
| Rayman 2 Forever                             | 2001  | Game Boy Color                                                                                 |
| Rayman M                                     | 2002  | PlayStation 2, Windows                                                                         |
| Tomb Raider: The Prophecy                    | 2002  | Game Boy Advance                                                                               |
| Tom Clancy's Rainbow Six: Rogue Spear        | 2002  | Game Boy Advance                                                                               |
| Beyond Good and Evil                         | 2003  | Windows, Xbox                                                                                  |
| Tom Clancy's Rainbow Six 3: Athena Sword     | 2003  | PC, OS X                                                                                       |
| Tom Clancy's Splinter Cell: Pandora Tomorrow | 2004  | Xbox, Microsoft Windows, Game Boy Advance, PlayStation 2, GameCube, PlayStation 3              |
| King Kong (jeu vidéo)                        | 2005  | Xbox, Xbox 360, PS2, GameCube, DS, GBA, PSP, PC.                                               |
| just Dance                                   | 2009  | Wii                                                                                            |
| Just Dance 2                                 | 2010  | Wii                                                                                            |
| Michael Jackson: The Experience              | 2010  | Wii                                                                                            |
| MotionSports                                 | 2010  | Xbox 360                                                                                       |
| My Fitness Coach 2: Exercise and Nutrition   | 2010  | Wii                                                                                            |
| Les Lapins Crétins Partent en Live           | 2011  | Xbox 360                                                                                       |
| MotionSports Adrenaline                      | 2011  | PlayStation 3, Xbox 360                                                                        |
| Petits Flirts Entre Amis (We Dare)           | 2011  | PlayStation 3, Wii                                                                             |
| Just Dance 4                                 | 2012  | Wii U                                                                                          |
| Assassin's Creed III: Liberation             | 2013  | PlayStation Vita                                                                               |
| Assassin's Creed: Liberation HD              | 2013  | PlayStation 3, Xbox 360, Microsoft Windows                                                     |
| Assassin's Creed IV: Black Flag              | 2013  | Windows, PlayStation 3, PlayStation 4, Wii U, Xbox 360, Xbox One                               |
| Just Dance 2014                              | 2013  | PlayStation 3, Wii U, Xbox 360, Xbox One, PlayStation 4                                        |
| Assassin's Creed Rogue                       | 2014  | PlayStation 3, Xbox 360                                                                        |
| Just Dance 2015                              | 2014  | PlayStation 3, PlayStation 4, Wii, Wii U, Xbox 360, Xbox One                                   |
| Just Dance Now                               | 2014  | iOS, Android                                                                                   |
| Just Dance Wii U                             | 2014  | Wii U                                                                                          |
| The Lapins Crétins Big Bang                  | 2014  | iPhone, Ipad, Android                                                                          |
| Just Dance 2017                              | 2016  | Nintendo Switch, PlayStation 3, PlayStation 4, Xbox 360, Xbox One, Wii, Wii U                  |
| Tom Clancy's Ghost Recon Wildlands           | 2016  | Xbox One, PlayStation 4, Windows                                                               |
| Mario + The Lapins Crétins : Kingdom Battle  | 2017  | Nintendo Switch                                                                                |
| Mario + The Lapins Crétins : Sparks of Hope  | 2022  | Nintendo Switch                                                                                |
| Project Steambot (titre provisoire)          | TBA   |                                                                                                |